# IC 3535
IC 3535 је појединачна звијезда у сазвјежђу Береникина коса која се налази на листи објеката дубоког неба у Индекс каталогу.
Деклинација објекта је + 25° 43' 53" а ректасцензија 12h 35m 10,9s.